# Dendrocalamus latiflorus
Dendrocalamus latiflorus är en gräsart som beskrevs av William Munro. Dendrocalamus latiflorus ingår i släktet Dendrocalamus och familjen gräs. Inga underarter finns listade i Catalogue of Life.